# OurGrid
OurGrid é um grid computacional P2P, aberto e em produção desde dezembro de 2004. A comunidade de usuários oferece poder computacional a qualquer usuário interessado em se juntar ao grupo e executar suas aplicações paralelas. Seu poder computacional é obtido através dos recursos ociosos dos seus participantes e é compartilhado de tal forma que recebe mais recursos quem oferece mais recursos. Atualmente, a plataforma pode ser usada para executar aplicações do tipo Bag-of-Tasks, ou seja, aplicações paralelas cujas tarefas são independentes. Isto significa que as tarefas (partes da aplicação) executam paralelamente no grid, porém não se comunicam entre si.
Aplicações que fazem simulação, mineração de dados e renderização de imagem são exemplos de aplicações desse tipo.
O OurGrid tem uma ativa comunidade de usuários e desenvolvedores. O software é livre e possui código aberto.